# Дерманці
Дерма́нці (болг. Дерманци) — село в Ловецькій області Болгарії. Входить до складу общини Луковит.

## Населення
За даними перепису населення 2011 року у селі проживали 2106 осіб.
Національний склад населення села:
| Національність   | Кількість осіб | Відсоток |
| ---------------- | -------------- | -------- |
| болгари          | 1700           | 93,8%    |
| цигани           | 96             | 5,3%     |
| турки            | 4              | 0,2%     |
| Всього відповіли | 1812           |          |

Розподіл населення за віком у 2011 році:
Динаміка населення: